# Among Us
Among Us is een online computerspel uit 2018 van de Amerikaanse spelstudio InnerSloth. Het spel is beschikbaar op Android, iOS en Windows. Op 15 december 2020 verscheen het ook voor de Nintendo Switch.
Het spel is gesitueerd in een ruimteschip, waar de spelers verdeeld worden in twee groepen: bemanningsleden (Crewmates) en bedriegers (Impostors). De spelers die tot de bemanningsleden behoren, weten echter niet wie tot welke groep behoort. Het doel van de bemanningsleden is om bepaalde taken uit te voeren, de sabotageacties van de bedriegers ongedaan te maken en uit te vinden wie de bedriegers zijn. De bedriegers proberen te saboteren en te moorden zonder dat bekend wordt dat zij bedriegers zijn. De opzet van het spel lijkt op dat van Weerwolven van Wakkerdam en is ook op de Amerikaanse versie van dat spel, Mafia, gebaseerd. 

## Spelmodi
Among Us heeft 2 spelmodi: Origineel, waarbij je als bedrieger kan spelen, en Verstoppertje, waar een speler de zoeker is en bemanningsleden moet vinden en doden.

### Origineel
Among Us is een multiplayerspel dat met vier tot vijftien mensen gespeeld kan worden. Eén tot drie spelers daarvan zijn bedriegers, afhankelijk van het aantal spelers. De overige spelers zijn bemanningsleden. Er zijn vier speelvelden: een ruimteschip (The Skeld), het hoofdkwartier (Mira HQ), de planeetbasis (Polus) en het luchtschip (The Airship). In elk speelveld krijgt de speler een aantal taken die hij of zij met succes moet volbrengen. Bedriegers krijgen neptaken zodat ze kunnen doen alsof ze bij de bemanning horen. Wanneer een speler doodgaat wordt die een spook, dat door muren kan lopen, maar voor wie slechts beperkte interactie mogelijk is. Spoken helpen de bemanning met taken. De bemanning kan op twee manieren winnen. Ofwel wanneer ze alle taken hebben voltooid zonder dat ze door de bedriegers zijn omgebracht, of wanneer zij de bedriegers correct hebben geïdentificeerd en geëlimineerd. De bedriegers winnen wanneer de bemanning uit evenveel of minder leden bestaat dan zijzelf, of wanneer ze genoeg taken gesaboteerd hebben.
Spelers krijgen naast hun rol als bemanningslid of bedrieger ook een bijrol. Deze zijn afhankelijk van welke eerste rol je gekregen hebt. De bemanningsleden kunnen afhankelijk van de map waarop ze spelen deze rollen spelen:
- Dokter: De dokter kan van alle spelers in het spel de hartslag zien. Zo kan hij zien wie er nog in het spel zit, en wie niet.
- Werktuigkundige: De werktuigkundige kan ventilatieschachten gebruiken. Deze rol wordt vaak in de war gehouden met bedrieger door spelers die de speler van deze rol een schacht hebben zien gebruiken.
- Beschermengel: Na het overlijden van een bemanningslid is er een kans dat deze als ze dood zijn terugkomen als beschermengel. De beschermengel heeft de mogelijkheid spelers die nog in het spel zitten voor een korte periode te beschermen van de bedrieger(s).
- Vormveranderaar: Deze rol kan alleen een bedrieger krijgen. Bij het verkrijgen van deze rol is het mogelijk om de kleur en kleren van een medespeler te kopiëren en daarmee tijdelijk rond kunnen lopen. Hierdoor is het mogelijk andere spelers te kunnen misleiden, en de verkeerde persoon uit het spel te zetten.

Spelers kunnen via een digitale belverbinding of via een chat met elkaar communiceren, en theorieën bespreken over wie zij verdenken een bedrieger te zijn.

### Verstoppertje
Naast Origineel heeft Among Us ook de gamemode ''Verstoppertje''. In deze gamemode is een speler de zoeker, en de overige spelers moeten verstoppen van de zoeker. Tijdens het verstoppen van de zoeker, moeten de bemanningsleden taken doen. Hoe meer taken er worden voltooid, des te minder tijd de zoeker heeft om anderen te zoeken. Als de tijd voorbij is, winnen de verstoppers. Als alle verstoppers dood zijn, wint de zoeker.

## Ontwikkeling

### Vroege Ontwikkeling
Among Us was geïnspireerd door het spel Mafia en de science-fiction horror film The Thing. Het idee voor het spel werd oorspronkelijk gegeven door Marcus Bromander, mede-oprichter van Innersloth, die Mafia speelde sinds hij een kind was. In het oorspronkelijke spel werden functiekaarten uitgedeeld en moesten spelers in een huis rondlopen, zonder doel, terwijl iemand anders de spelers in het geheim mensen doodden. Uiteindelijk werd toch besloten naar een ruimtethema over te schakelen en een takensysteem te gebruiken.

### Among Us 2
Het spel werd erg populair vanaf juli 2020 dankzij de aandacht die door spelers op videoplatforms Twitch en YouTube aan het spel geschonken werd. In augustus 2020 werd een vervolg aangekondigd: Among Us 2. In september werd deze aankondiging echter weer ingetrokken; de ontwikkelaars gaven te kennen liever hun tijd te besteden aan het doorontwikkelen van het originele spel.

## Prijzen
- Doorbraak-prijs van Golden Joystick, 24 november 2020
- Beste Smartphone- en Multiplayer-spel van The Game Awards, 10 december 2020